# クライザ族虐殺事件
クライザ族虐殺事件（くらいざぞくぎゃくさつじけん）は、イスラーム勢力のアラビア半島征服の過程で起こった、ムハンマドによるユダヤ教徒への大量虐殺事件である。
イスラーム教の預言者であり開祖・指導者であるムハンマドの軍隊と、アラビア半島のメディナにいたユダヤ教徒の部族勢力クライザ族との対立・闘争の末、前者が成年男子（とムハンマド側が判断した、服を脱がせて陰毛の生えそろっていた男性全員）を虐殺した。

## 背景と流れ
ムハンマドがメッカの部族勢力クライシュ族との対立によりメディナに移住してから、戦力的に優位なこの勢力との対立は何年にも亘って続いた。この対立において、数の圧倒的に少ないイスラム側の勝利を決めたイスラム初期における重要な戦い、ハンダクの戦いでメッカの多神教徒の軍勢7500名を3000名の軍で打ち破った後に、メッカの多神教勢力と結びイスラーム教徒と敵対していたクライザ族と戦った。
この部族は、虐殺擁護論者の主張によれば、「ハンダクの戦いの時、メディナに来襲した敵（メッカの多神教徒など）に内通した集団」であり、イスラーム社会にあって腐敗を増やしていたためにイスラム側はこれと戦い627年5月に20日以上に及ぶ包囲の後、降伏したクライザ族に「男子は全て殺し、女子と子供は奴隷にすべし」という過酷な判断をとった 。

### その他のメディナのユダヤ教徒
この人々以外のメディナに住む部族に属さないユダヤ教徒はそのままメディナにとどまり、今までと同じ信仰が認められた 。
またこの戦い以前に、ずっとムハンマドへの協力に参加してこなかった同じくメディナのカイヌカー部族とも戦ったが、ムハンマド側の包囲の後に両者は協定を交わし、この部族はシリアへ移住した 。

## 評価
イラン・イスラム共和国の初代最高指導者であったホメイニーはこの事を、「ムスリムたちと人類社会を統治する者は常に公的な諸面と利益に配慮し、個人的な諸面や個人的な愛着には目をつぶらなければならない」という自らの主張の裏づけとして挙げている。この主張を挙げた上で“それゆえに社会の利益に反するとして多くの人をイスラームは滅ぼし、堕落をそそのかし、社会に有害であるとして多くの部族を滅ぼしてきた”とし、その例としてクライザ族への虐殺を挙げた。